# 河原家住宅
河原家住宅（かわはらけじゅうたく）は、東京都大田区南馬込一丁目に所在する、1925年（大正14年）建築の歴史的建造物（民家）。
河原家住宅は、1885年（明治18年）に建てられた旧馬込小学校（現・東京都大田区立馬込小学校）の校舎の一部(玄関)を移築した和風の建物である。その後、同小学校は、1925年（大正14年）に建て替えられた。1963年（昭和38年）、同小学校が建て替えるとき、その校舎の時計台を譲り受け増築した。建物の殆どが、旧小学校の木造校舎を再利用して建てられた住宅である。2000年（平成12年）に、国の登録有形文化財（建造物）に登録された。

## 文化財
登録有形文化財（建造物）
河原家住宅主屋
登録年月日:2000年（平成12年）2月15日、種別:住宅/建築物、登録基準:国土の歴史的景観に寄与しているもの。
年代:1925年（大正14年）建築、木造平屋建塔屋1階、瓦葺、建築面積123 m2。

## 交通
鉄道
 • 都営地下鉄浅草線 - 馬込駅より徒歩10分、西馬込駅より徒歩10分

## ギャラリー

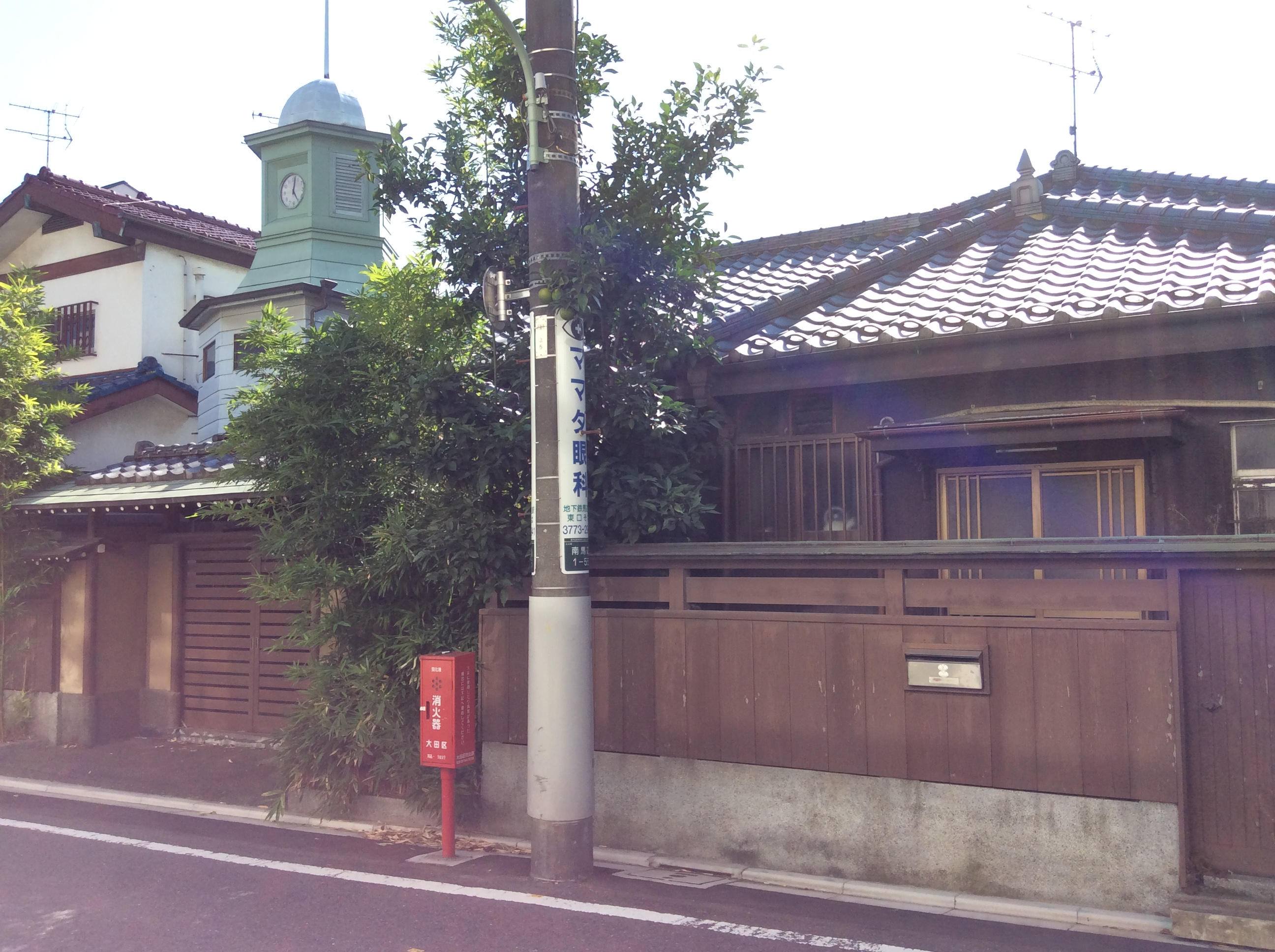
北側公道より外観を見る（2016年11月5日撮影）

## 関連文献
- 東京都教育庁地域教育支援部管理課 編「河原家住宅 主屋」『東京都の近代和風建築 東京都近代和風建築総合調査報告書』東京都教育庁地域教育支援部管理課、2009年3月。全国書誌番号:21644389。